# Песковка (приток Вятки)
Песковка — река в России, протекает в Омутнинском районе Кировской области. Устье реки находится в 1160 км по правому берегу реки Вятки. Длина реки составляет 10 км.
Исток реки восточнее села Лесные Поляны (центр Леснополянского сельского поселения). Река течёт на северо-запад, протекает по северной окраине села Лесные Поляны, принимает справа два небольших притока — Песковка 2-я и Чернушка; после чего течёт по территории посёлка Песковка. В черте посёлка на реке плотина и запруда. Впадает в Вятку на западной окраине посёлка Песковка.

## Данные водного реестра
По данным государственного водного реестра России относится к Камскому бассейновому округу, водохозяйственный участок реки — Вятка от истока до города Киров, без реки Чепца, речной подбассейн реки — Вятка. Речной бассейн реки — Кама.
По данным геоинформационной системы водохозяйственного районирования территории РФ, подготовленной Федеральным агентством водных ресурсов:
- Код водного объекта в государственном водном реестре — 10010300212111100030108
- Код по гидрологической изученности (ГИ) — 111103010
- Код бассейна — 10.01.03.002
- Номер тома по ГИ — 11
- Выпуск по ГИ — 1